# تشاك دوناواي
تشاك دوناواي (بالإنجليزية: Chuck Dunaway)‏ هو مقدم برامج إذاعية أمريكي، ولد في 1 ديسمبر 1934 في هيوستن في الولايات المتحدة.